# Robert Ibáñez
Robert Ibáñez Castro, né le 22 mars 1993 à Valence en Espagne, est un  footballeur espagnol évoluant au poste d'ailier au CA Osasuna.

## Palmarès
CA Osasuna
- Segunda División
  - 2019